# チェスター・W・ヘプラー
チェスター・W・ヘプラー（Chester W. Hepler、1898年9月4日 - 1976年5月9日）は、アメリカ合衆国の官僚、労働経済学者である。

## 経歴・人物
ペンシルベニア州の生まれ。オハイオ・ウェスリアン大学卒業後、1934年に当時大統領であったフランクリン・ルーズベルトが制定したニューディール政策におけるアメリカ政府雇用局に勤務した。第二次世界大戦中には、イリノイ州の職安局長を務め、後に戦時人的委員会の会員となった。
1947年（昭和22年）に日本政府の招聘により来日する。GHQ（連合国軍最高司令官総司令部）に雇われ、同部内の経済科学局第4代労働課長を務めた。勤務中はヘプラーの部下であったE・C・マッケボイと共に職業安定法や失業保険法の制定や労働法規の改正等に携わる等、労働改革に貢献した。1949年（昭和24年）の辞任により離日し、国際労働機関やアメリカ国務省内の国際開発局にも勤務した。